# 蝦夷
蝦夷是古代日本古朝廷对它的东北方族群的称呼。根据其地理分布分为南蝦夷、西蝦夷、渡岛蝦夷、渡觉蝦夷等。過去主要分布今本州的東北地方與北海道。

## 日本古文獻中的蝦夷人
日本北海道古稱“蝦夷”，日本史書上也有不少關於蝦夷人的記載。在日本武尊傳說成立的時代（6世紀），依照《日本書紀》的記載，日本武尊經由海路進入陸奧國（今本州東北地方）攻打東夷「日高見國」。征討後，「蝦夷既平，自日高見國還之，西南歷常陸（今茨城縣東北方）」。由此可見蝦夷人的勢力範圍，從茨城縣東北地區包括了整個本州東北地方。
《日本書紀》中對蝦夷的記載是這樣子的：「朕聞：其東夷也，識性強暴，凌犯為宗。村之無長，邑之勿首。各貪封界，並相盜略。亦山有邪神，郊有姦鬼。……其東夷之中，蝦夷是尤強焉。男女相居，父子無別。冬則宿穴，夏則住樔。衣毛飲血，昆弟相疑。……故往古以來，未染王化。……即巧言而調暴神，振武以攘姦鬼。」「東夷之中，有日高見國。其國人，男女並椎結文身，為人勇悍。是總曰蝦夷。亦土地沃壤而曠之，擊可取之。」
江戶時代，德川光圀曾編《大日本史》，其《諸藩列傳》內收有《蝦夷傳》上、下二卷。
他们是《山海經》与倭王武上表中的毛人，本来生活在日本关东，后被倭朝廷不断驱逐至本州北方与北海道。

## 延伸阅读
[在维基数据编辑]
 《欽定古今圖書集成·方輿彙編·邊裔典·蝦夷部》，出自陈梦雷《古今圖書集成》

## 外部連結
- 征夷史料事纪